# ميديا إندونيسيا
ميديا إندونيسيا هي صحيفة إندونيسية يومية تصدر من جاكرتا. تقول التقارير أن ميديا إندونيسيا هي ثاني أكبر صحيفة في إندونيسيا بعد صحيفة كومباس اليومية. نمت حصة ميديا إندونيسيا في السوق من واحد بالمائة إلى 18 بالمائة في عام 2003.

## التاريخ
عندما تم نشر ميديا إندونيسيا لأول مرة في يناير 1970، كانت صحيفة أسبوعية بها أربع صفحات فقط وتحتوي على تقارير محدودة للغاية. في عام 1976 تم توسيعت الصحيفة إلى ثماني صفحات. في عام 1988 انضم مؤسسها تيكو يوسلي سياه مع سوريا بالوه المالك السابق لصحيفة بريوريتاس وشكلت شركة جديدة باسم بي تي سيترا ميديا نوسا بورناما. كان هذا بمثابة ولادة ميديا إندونيسيا الجديدة تحت إشراف فريق إدارة جديد. كانت الصحيفة في ذلك الوقت تعمل من مكتب في جوندانغديا بوسط جاكرتا.
قامت الإدارة الجديدة بتحسين محتوى الورقة ومظهرها، ونما تداولها بسرعة. أصبحت ميديا إندونيسيا متاحة الآن في جميع أنحاء الأرخبيل. منذ عام 1995 تقع عمليات شركة ميديا إندونيسيا في مكاتب الشركة الخاصة في كيدويا في غرب جاكرتا. في هذا المبنى يتم تجميع جميع وظائف الصحف تحت سقف واحد: التحرير والتقارير، والإدارة، والطباعة، وحتى المرافق الترفيهية للموظفين. توظف ميديا إندونيسيا حاليًا حوالي 600 شخص. بالإضافة إلى ذلك تطبع الشركة أيضًا عددًا من الصحف الأخرى والصحف على أساس تعاقدي.

## السوق
للأسف لا يمكن وصف إندونيسيا بأنها أمة قارئة. في حين أن عدد السكان يبلغ حوالي 220 مليون نسمة ومعدل معرفة القراءة والكتابة مرتفع نسبيًا، إلا أنه تتم طباعة حوالي خمسة ملايين صحيفة فقط يوميًا وفقًا للتقديرات الأخيرة. الجانب الآخر من هذا الإحصاء المؤسف هو الفرصة التي يوفرها لناشري الصحف لإنشاء هوية منتج وبناء قاعدة قراء مخلصين الآن، من أجل النمو بما يتماشى مع الزيادة الحتمية في عدد قراء الصحف على مدى السنوات القادمة.
مع طباعة يومية تتراوح من 175.000 إلى 250.000 نسخة تعد ميديا إندونيسيا ثاني أكبر صحيفة تداول في البلاد. ورفعت حصتها في السوق بنسبة نقطة مئوية واحدة إلى 18 بالمائة في عام 2003. ينتمي قراء ميديا إندونيسيا إلى مجموعة واسعة من المجموعات الاجتماعية والاقتصادية. ينعكس هذا في مجموعة واسعة من المكملات ذات الحجم التابلويد موضوعي التي تصاحب الصحيفة عدة مرات في الأسبوع. كل صحيفة من صحف التابلويد هذه تستهدف جمهورًا مختلفًا، مثل المصرفيين والمعلمين والطلاب وأصحاب المنازل وربات البيوت. هناك أيضًا بعض الاختلافات الإقليمية في التابلويد المنشور، لاستيعاب الأذواق والأولويات والأحداث المحلية.